# Henry Hyde Champion
Henry Hyde Champion (22 de enero de 1859 – 30 de abril de 1928) fue un periodista y activista socialista, considerado uno de los líderes influyentes que estuvo detrás de la formación del Partido Laborista Independiente. Hasta 1893 vivió y trabajó en Gran Bretaña, trasladándose en aquella fecha a Australia.

## Biografía

### Primeros años
Champion nació en Poona, India, el 22 de enero de 1859, hijo del mayor general James Hyde Champion y su esposa Henrietta Susan (Urquhart de nacimiento), de orígenes aristócratas escoceses.
Henry fue enviado a Inglaterra a los cuatro años de edad para asistir a la escuela y desde los trece años fue educado en el Marlborough College. Posteriormente ingresó en la Real Academia Militar de Woolwich. Entró en el Ejército Británico y combatió con la artillería en la segunda guerra anglo-afgana de 1879. Allí contrajo fiebre tifoidea y fue devuelto a Inglaterra.
Un amigo radical enseñó a Champion los suburbios del East End de Londres; su amigo también le acompañó a los Estados Unidos, ya que Champion estaba influido por los escritos de Henry George.

### Socialista en Inglaterra
Champion renunció a su mandato militar el 17 de septiembre de 1882 en repulsa a la conducción de la guerra de Egipto de aquel año y se unió al movimiento socialista. Se convirtió en secretario asistente de la Federación Socialdemócrata (SDF) y escribió para el periódico socialista Justice. En 1886, junto a John Burns, Henry Hyndman y Jack Williams fue imputado por conspiración para la sedición en conexión con los disturbios de Trafalgar Square, pero tras encargarse de su propia defensa fue absuelto.
Champion compró la mitad de las acciones de una imprenta y publicó un periódico llamado To-Day, y en 1885-1886 apareció en él, como serie, la temprana novela de George Bernard Shaw Cashel Byron's Profession. Fue publicada también de forma separada por Champion en 1886. Éste sería el primero de los trabajos de Shaw publicados en forma de libro.
Champion se unió a la Asociación Electoral Laborista y fundó un periódico llamado Labour Elector en 1888.
En 1889 fue uno de los líderes de la huelga portuaria de Londres, para cuya caja de resistencia se enviaron grandes cantidades de dinero desde Australia. Poco más tarde tuvo un desencuentro con algunos de sus compañeros socialistas, por lo que rompió sus vínculos y durante un tiempo trabajó como editor asistente del Nineteenth Century. Se presentó como candidato independiente a la Cámara de los Comunes por Aberdeen, pero, aunque obtuvo un buen resultado, fue derrotado y poco después viajó a Melbourne para reponerse de una enfermedad, llegando el 12 de agosto de 1890.
Henry Hyde Champion es considerado uno de los padres fundadores del Partido Laborista Independiente. El historiador Joseph Clayton escribió en 1926:

«Cuando tuvo lugar la primera conferencia anual en Bradford en enero de 1893 y vio cómo prosperaba, Champion pudo escribir en The Labour Elector: «Hemos creado el ILP y le hemos puesto erguido sobre sus piernas».
«El alarde tenía razón de ser. Si algún hombre podía decir «Yo creé el ILP», ese hombre es Henry Hyde Champion. Otros, y particularmente James Keir Hardie, son exaltados como fundadores del ILP… Keir Hardie, Joseph Burgess, Robert Blatchford, pero no eran más que comadronas. El padre real fue H. H. Champion. Y si Champion ha sido expulsado de la escena, es en parte porque abandonó Inglaterra por Australia; y en parte porque, indiferente a la fama, era ambicioso más por las cosas a lograr que por tener crédito por las misiones cumplidas».

«Pero Champion es el hombre a quien el estudiante de historia, que escriba sin prejuicios y sin un hacha que triture la reputación de los vivos o los muertos, sin temor a los enemigos ni favor de los amigos, sin dejarse llevar por la predilección personal por el personaje aquél o la política aquella, le nombrará como creador auténtico del ILP. Fue Champion quien discernió que la Liga Socialista, con su política antiparlamentaria y sus simpatías anarquistas nunca lideraría el apoyo del pueblo británico, siempre vinculado fuertemente a las instituciones parlamentarias; que la SDF, en su devoción al evangelio puro de Marx no atraería a los sindicalistas ansiosos por los pequeños pero apremiantes cambios que mejorasen sus condiciones; que las Asociaciones Electorales Laboristas bajo control de los sindicalistas liberales no lograrían nada que disminuyese el poder de los capitalistas».

### Australia
Henry Hyde Champion emigró a Australia en 1893 a la edad de 34 años.
En 1895 creó un periódico semanal, el Champion, que duraría hasta 1897, y también publicó en Melbourne en 1895 The Root of the Matter, una serie de diálogos sobre cuestiones sociales, que difundió un moderado resumen de las posturas socialistas, pero atrajo pocas atenciones. Champion, sin embargo, no podría encontrar su sitio en la política australiana. No se podía medir de igual a igual con el Partido Laborista Australiano, y una declaración realizada por él, posiblemente apresurada, en la que afirmaba que consistía en un partido de «leones liderados por burros», no le ayudó. Fue candidato a la Asamblea Legislativa de Victoria por la circunscripción de Melbourne Sur con el apoyo de muchos de los sectores del Trades Hall; la campaña giró en torno a su reputación personal y tuvo la satisfacción de demandar a Max Hirsch consiguiendo una disculpa y las costas, aunque perdió las elecciones.
Champion entonces se asentó como escritor de cabecera para The Age. Su mujer dirigió con éxito la Book Lovers' Library and Bookshop y, en conexión con ésta Champion publicó un periódico literario mensual, el Book Lover, que dirigió entre 1899 y 1921. También escribió ocasionalmente para el Socialist y The Bulletin. Sufrió un largo periodo de enfermedad hasta su fallecimiento en Melbourne el 30 de abril de 1928. Se casó con Elsie Belle, hija del teniente coronel Goldstein, que le sobrevivió. No tuvieron hijos.
Por su interés en los movimientos sociales, Champion fue miembro fundador de la Liga Anti-sweating, y organizó la primera convocatoria que dio lugar a la fundación del hospital para mujeres y niños Queen Victoria Village. También fundó la agencia de autores de Australasia y publicó algunos libros con virtudes literarias.